# إيلي جانيس
إيلي جانيس (بالسويدية: Elly Jannes)‏ هي كاتِبة ومترجمة وصحفية سويدية، ولدت في 1907 في Brevens bruk ‏ في السويد، وتوفيت في 11 فبراير 2006 في ستوكهولم في السويد.